# A espera
A espera es el nombre del decimoctavo álbum de estudio del cantautor español José Luis Perales, siendo el director de producción Tomás Muñoz. Fue publicado en 1989 por la discográfica Sony Music bajo el sello CBS.
De este álbum se desprenden los doble sencillo:
- Navidad (1988)
- La espera (1988)

## Listado de canciones

### Disco de vinilo
| Lado A |                                              |          |  |
| N.º    | Título                                       | Duración |  |
| 1.     | «La espera»                                  |          |  |
| 2.     | «Compro»                                     |          |  |
| 3.     | «Y sigo enamorado»                           |          |  |
| 4.     | «Un minuto de amor»                          |          |  |
| 5.     | «Navidad» (Dedicada a Aldeas Infantiles SOS) |          |  |

| Lado B |                        |          |  |
| N.º    | Título                 | Duración |  |
| 1.     | «Amarte así»           |          |  |
| 2.     | «El loco»              |          |  |
| 3.     | «Tú me pareces»        |          |  |
| 4.     | «No hay preguntas»     |          |  |
| 5.     | «Es el amor que llega» |          |  |
| 6.     | «No se puede tocar»    |          |  |

### Casete
| Lado A |                                              |          |  |
| N.º    | Título                                       | Duración |  |
| 1.     | «La espera»                                  |          |  |
| 2.     | «Compro»                                     |          |  |
| 3.     | «Y sigo enamorado»                           |          |  |
| 4.     | «Un minuto de amor»                          |          |  |
| 5.     | «Navidad» (Dedicada a Aldeas Infantiles SOS) |          |  |

| Lado B |                        |          |  |
| N.º    | Título                 | Duración |  |
| 1.     | «Amarte así»           |          |  |
| 2.     | «El loco»              |          |  |
| 3.     | «Tú me pareces»        |          |  |
| 4.     | «No hay preguntas»     |          |  |
| 5.     | «Es el amor que llega» |          |  |
| 6.     | «No se puede tocar»    |          |  |

### CD
|       |                                              |          |  |  |  |  |  |  |  |  |
| N.º   | Título                                       | Duración |  |  |  |  |  |  |  |  |
| 1.    | «La espera»                                  | 5:02     |  |  |  |  |  |  |  |  |
| 2.    | «Compro»                                     | 4:09     |  |  |  |  |  |  |  |  |
| 3.    | «Y sigo enamorado»                           | 4:41     |  |  |  |  |  |  |  |  |
| 4.    | «Un minuto de amor»                          | 3:55     |  |  |  |  |  |  |  |  |
| 5.    | «Navidad» (Dedicada a Aldeas Infantiles SOS) | 4:04     |  |  |  |  |  |  |  |  |
| 6.    | «Amarte así»                                 | 4:13     |  |  |  |  |  |  |  |  |
| 7.    | «El loco»                                    | 3:38     |  |  |  |  |  |  |  |  |
| 8.    | «Tú me pareces»                              | 3:33     |  |  |  |  |  |  |  |  |
| 9.    | «No hay preguntas»                           | 3:17     |  |  |  |  |  |  |  |  |
| 10.   | «Es el amor que llega»                       | 3:23     |  |  |  |  |  |  |  |  |
| 11.   | «No se puede tocar»                          | 3:40     |  |  |  |  |  |  |  |  |
| 43:35 |                                              |          |  |  |  |  |  |  |  |  |